# Železniční trať Rybník – Lipno nad Vltavou
Železniční trať Rybník – Lipno nad Vltavou (v jízdním řádu pro cestující označená číslem 195) je jednokolejná elektrizovaná regionální trať, vedoucí údolím Vltavy z Rybníka přes Vyšší Brod do Lipna nad Vltavou. Původně trať vznikla zejména pro obsluhu rozsáhlého areálu papíren v Loučovicích a zlepšení dopravního spojení v údolí Vltavy. Po trati Tábor – Bechyně šlo o druhou trať s elektrickým provozem v Českých zemích; otevřena byla roku 1911. V padesátých letech v souvislosti se stavbou Lipenské přehrady zaniklo původní nádraží v Lipně nad Vltavou a nové vyrostlo na levém vltavském břehu. Zároveň bylo napájecí napětí na trati zvýšeno z původních 1280 V na 1500 V. Roku 1957 dodala plzeňská Škoda (toho času pod názvem Závody V. I. Lenina) nové elektrické lokomotivy řady E 422.0, které umožnily odstavení starých vozidel a zvýšily objem přeprav. Další nové lokomotivy přišly ze stejného závodu v roce 1973 pod označením E 426.0.
Po dokončení elektrizace trati České Budějovice – Summerau střídavou soustavou 25 kV / 50 Hz bylo rozhodnuto stejný systém zavést i na trati do Lipna. Poslední stejnosměrné vlaky v úseku Rybník – Vyšší Brod projely v říjnu 2003 a poté začala rekonstrukce trati na zcela nový napájecí systém. Otevřena byla 17. června 2005.
Po roce 1990 na trati postupně klesal objem nákladní dopravy a do popředí se dostala zejména rekreační doprava díky vyhledávané vodácké a turistické oblasti v okolí Vyššího Brodu. Vlaky jsou vedeny elektrickými jednotkami.

## Historie

### Cesta k elektrické trati
Od novověku probíhala v okolí Vyššího Brodu intenzivní těžba dřeva v místních rozsáhlých lesích. Vytěžené dřevo bylo zpracováváno továrnami v blízkém okolí, mezi nimiž vynikala velká papírna v Loučovicích, která zahájila výrobu papíru v roce 1886. Hotové výrobky odtud odvážely koňské povozy na dvacet kilometrů vzdálené nádraží v Rybníku na hlavní trati České Budějovice – Linec, odkud už zboží dále putovalo po železnici. Tento způsob dopravy byl ale pomalý, neefektivní a často docházelo k poškození přepravovaného zboží, a tak se hledal modernější a rychlejší způsob dopravy.
Nejstarší plán na stavbu elektrické železnice do Loučovic a Lipna pochází z dílny průkopníka toho oboru Františka Křižíka, jenž jej představil v roce 1893. V té době byla elektrická trakce stále vnímána jako výkřik techniky, nepoužitelný v běžném provozu. Celý projekt byl tak shozen ze stolu. O více než deset let později, po otevření elektrické dráhy z Tábora do Bechyně jako první plně elektrické trati v celé monarchii, ožil tento návrh znovu, a to na popud průmyslníka Arnošta Poráka, majitele loučovické papírny. Už od počátku bylo taktéž počítáno se stavbou elektrické trati; v té době šlo o velmi revoluční krok a notně komplikoval nutná jednání s místními úřady. Projekt se ale zalíbil i opatovi vyšebrodského kláštera Bruno Pammerovi a s jeho podporou byla nakonec roku 1909 započata stavba trati z Rybníka do Lipna pod názvem Vyšebrodská elektrická místní dráha. Koncesi však zadavatelé obdrželi až dodatečně ke dni 12. září 1911. První zkušební jízdy na dokončované trati proběhly na přelomu října a listopadu 1911 a celá trať byla po dvou letech stavby slavnostně otevřena 17. prosince 1911 jako poslední dostavěná místní dráha v českých zemích. Elektřinu potřebnou k napájení vozidel dodávala elektrárna v Horním Mlýně u Herbertova, patřící do majetku kláštera. Pro provoz stavitelé zvolili stejnosměrné napětí 1280 V, vycházející z výkonu elektrárny v Horním Mlýně a v dané době krajně neobvyklé (běžně se používalo okolo 500–800 V). Depo pro odstavování a údržbu vozidel vzniklo ve Vyšším Brodě a v továrně Ringhoffer v Praze společnost zakoupila tři elektrické motorové vozy s výzbrojí firmy Siemens Schuckert (která také dodala veškeré elektrické zařízení dráhy), zpočátku označené 22.001–003, po přechodu na novější označení podle Ing. Kryšpína M 201.001–003. V roce 1924 byl dodatečně vyroben čtvrtý vůz M 201.004 s výkonnější elektrickou výzbrojí. Jedinou lokomotivou dráhy se stal stroj 1083.01 (nově E 200.001), dodaný taktéž konsorciem Ringhoffer-Siemens roku 1912.

### Počátky provozu
Už k 1. červenci 1912 převzalo řízení provozu na trati ředitelství státních drah v Linci, až do roku 1925 však zajišťovala provoz na trati soukromá akciová společnost Vyšebrodská elektrická místní dráha. Po tomto datu sice trať zůstala v jejím majetku i nadále, provoz ale už zajišťovaly nově vzniklé ČSD na účet vlastníka. Zestátněna byla v roce 1936.
Celý původní vozový park na dráze zůstal nezměněn až do vypuknutí druhé světové války, kdy trať přešla pod správu německých Říšských drah. Od roku 1942 tak zde bylo v provozu několik elektrických vozů původem z Německa, z nichž ale část byla po několika letech pronajata do Rakouska a na „Lipence“ zůstaly jen dva vozy, označené ET 194.01 a ET 184.03 (M 200.101 a 102). Osvobození se tu dočkaly i všechny čtyři původní vozy a lokomotiva E 200.001. Po skončení války v květnu 1945 se trať vrátila do vlastnictví ČSD.

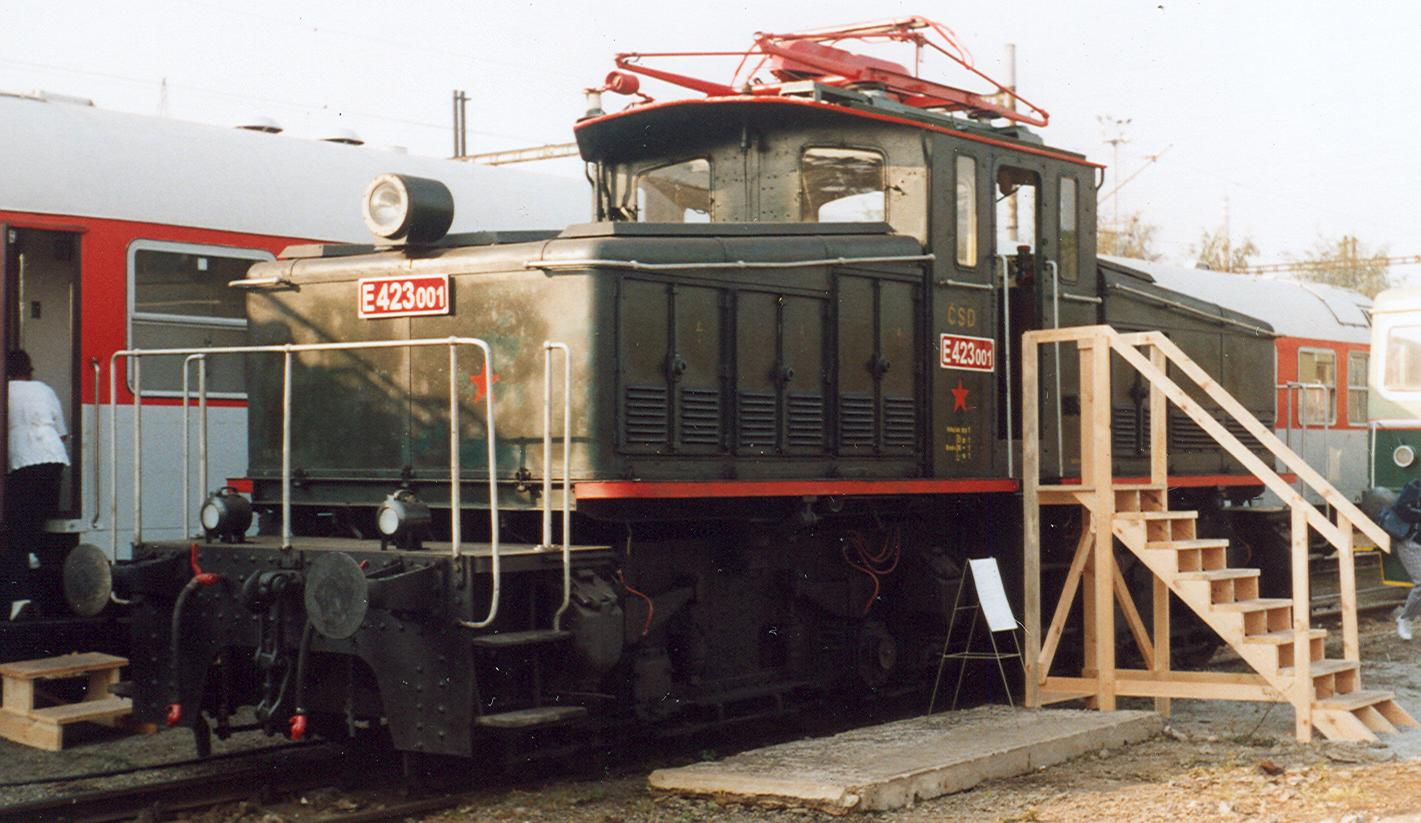
Lokomotiva řady E 423.0, sloužící i na této trati

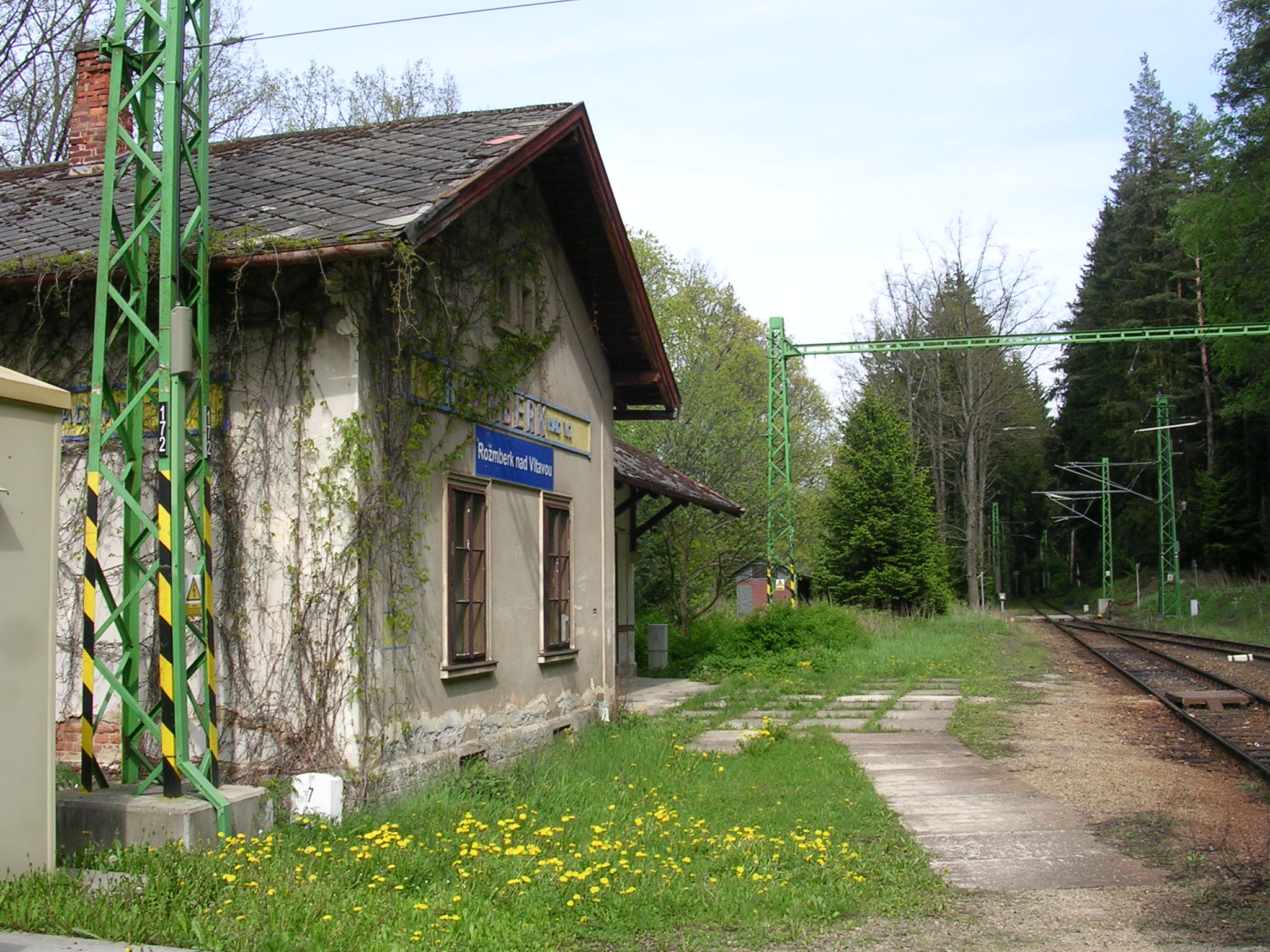
Nádraží Rožmberk nad Vltavou

Od ledna 1947 provoz dočasně zajišťovala parní trakce v důsledku ničivého požáru elektrárny v Horním Mlýně po živelné pohromě. Teprve po vybudování nové měnírny ve Vyšším Brodě se na trať mohly v září 1948 vrátit elektrické lokomotivy. Začátkem padesátých let začala stavba Lipenské přehrady a s ní došlo i ke změnám na trati. Kvůli stavbě nádrže bylo zrušeno a zbouráno původní nádraží v Lipně, které leželo na pravém vltavském břehu, a nové vzniklo na břehu opačném. Původní trakční vedení s dřevěnými sloupy bylo sneseno a nahrazeno novým řetězovkovým s kovovými stožáry. Spolu s ním byly postaveny nové měnírny v Rybníku a Vyšším Brodě a napájecí napětí bylo roku 1955 z původních 1280 V zvýšeno na 1500 V. Díky tomu dojezdil starý vůz M 201.001 a jeho tři mladší „sourozenci“ byli podrobeni rekonstrukci a úpravě na nové napětí. Jelikož počty cestujících neustále rostly, pro posílení osobní dopravy byly postaveny dva nové čtyřnápravové elektrické vozy M 411.001 a 002, které vznikly ze starých německých vozů zástavbou nové trakční výzbroje vyrobené v plzeňské Škodovce. Do provozu byly zařazeny v letech 1954–1955. Pro zvýšenou nákladní dopravu v důsledku dopravy materiálu na stavbu přehrady byly z Prahy od roku 1951 zapůjčeny předválečné stroje E 423.001 a 002 a E 424.001. Tato trojice se po dokončení přehrady měla vrátit zpět do hlavního města, mezitím ale bylo na pražských spojkách přepnuto napětí z 1500 V na právě zaváděných 3000 V a lokomotivy tak nakonec zůstaly ve vyšebrodském depu natrvalo. Během 50. let byly také zrušeny původní vozy M 201.002–004, z nichž první dva ještě pamatovaly zahájení provozu na trati. V roce 1957 park vozidel omladily zbrusu nové stroje řady E 422.0 (později řada 100), vyrobené taktéž ve Škodě Plzeň (tehdy Závody V. I. Lenina) speciálně pro tuto trať. Staré stroje díky tomu přešly do zálohy a na podřadné výkony a vyjížděly spíše jen při poruchách nebo opravách nových lokomotiv. Tento stav trval až do začátku 70. let.

### Příchod nových lokomotiv

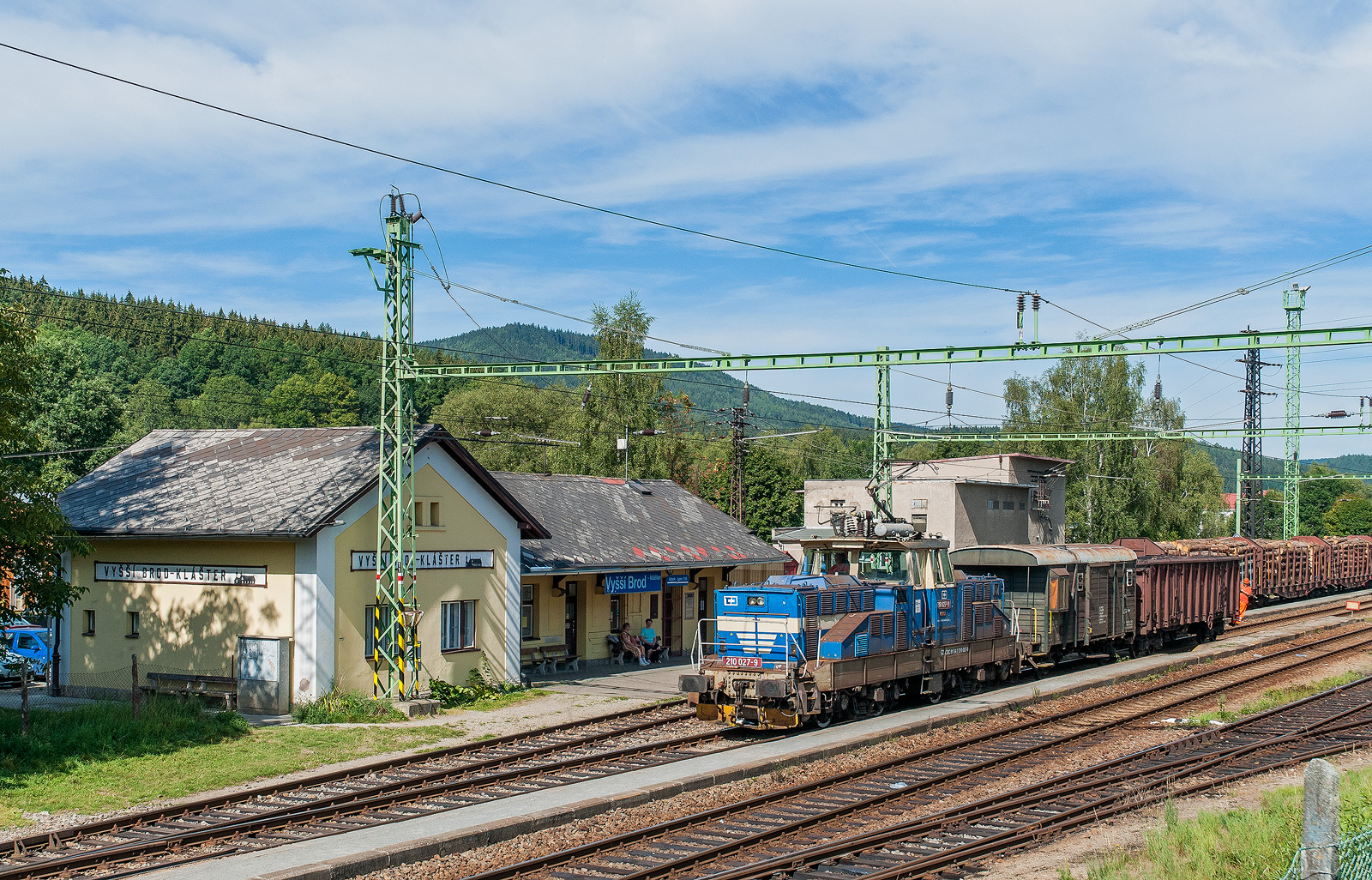
Lokomotiva řady 210 ČD Cargo při manipulaci s vozy ve stanici Vyšší Brod klášter

Malou revoluci v „osazenstvu“ lipenské trati způsobila výroba lokomotiv řady E 426.0 (v novém značení 113) v roce 1973. Z celkem šesti vyrobených kusů zamířily první tři do Tábora s určením pro trať do Bechyně, exempláře čísel 004–006 přišly do Vyššího Brodu. Po jejich uvedení do provozu bylo možné zrušit prastaré elektrické vozy řady M 411.0 a spolu s nimi i všechny tři původně pražské lokomotivy řad E 423.0 a E 424.0. Stroje E 423.001 a E 424.001 se ale zachovaly, první jmenovaný zůstal jako historický v provozním stavu ještě po roce 2000 a dnes je uchován v depozitáři NTM v Chomutově a E 424.001 je po rekonstrukci exponátem plzeňského centra Techmania. Po jejich vyřazení tak v provozu zůstala jen dvojice řady E 422.0, určená především pro osobní dopravu, a nové E 426.0. Ke všeobecné spokojenosti zde tyto lokomotivy sloužily celých dvacet let, než došlo k dalším změnám.
Kvůli vzrůstající nákladní dopravě a nedostatku strojů řady 113 byly v roce 1995 v ŽOS Česká Třebová rekonstruovány dvě lokomotivy řady 110 pro provoz na soustavě 1500 Vss. Stroje původních čísel 110.018 a 047 byly po úpravách přečíslovány na 110.118 a 147 a do provozu zařazeny během následujícího roku. V součtu se třemi původními lokomotivami řady 113 tak už byl dostatek lokomotiv na to, aby mohly být zrušeny 40 let staré stroje řady 100. Téměř vzápětí po zprovoznění strojů 118 a 147 byl z provozu odstaven poslední vyrobený stroj 100.004, na podzim 1997 zrušen a o rok později přímo ve Vyšším Brodě i zlikvidován. V provozním stavu zůstal pouze sesterský stroj 100.003, který ale sloužil pouze jako záloha. Z Tábora byl k němu přivezen exemplář čísla 002, jenž fungoval jako zdroj náhradních dílů.

### Rekonstrukce na střídavou soustavu
Zlomem v životě „Lipenky“ se stala elektrizace přípojné trati z Českých Budějovic do Horního Dvořiště a dále do rakouského Summerau. Tato trať byla v letech 2000–2001 elektrizována střídavou trakční soustavou 25 kV / 50 Hz a v souvislosti s tím bylo rozhodnuto o použití stejné soustavy i na trati do Lipna. Stejnosměrný elektrický provoz byl v úseku Rybník – Vyšší Brod ukončen 17. října 2003 a zúčastnily se ho všechny tři existující stroje řady 100, původní „adamovka“ E 423.001 a místní stroje řady 113. Celou zimu ještě jezdily stejnosměrné vlaky mezi Vyšším Brodem klášterem a Lipnem. Vůbec posledním stejnosměrným osobním vlakem na trati se stal Os 20915 dne 14. dubna 2004, který z Lipna dovezla do Vyššího Brodu lokomotiva 113.005, řízená strojvedoucím Václavem Kajerem. Následující noc ještě proběhla obsluha Loučovic manipulačním vlakem a tím se tato necelých 93 let trvající kapitola v historii trati Rybník – Lipno nad Vltavou uzavřela. Lokomotiva 113.004 a dvojice 100.002 a 003 byly odvezeny do Tábora, kde sloužily jako zásobárna dílů pro provozní historický stroj 001. Roku 2016 se lokomotiva čísla 003 vrátila po náročné opravě zpět do provozu a slouží pro nostalgické jízdy na bechyňské trati. Stroje čísel 005 a 006 byly přesunuty do Prahy, kde proběhla jejich přestavba na standardní soustavu 3000 Vss. Příliš si zde ale nezajezdily, po několika letech došlo k jejich zrušení.
Celý následující rok probíhala rekonstrukce trati na novou napájecí soustavu. Slavnostního zahájení střídavého provozu, které proběhlo 17. června 2005, se zúčastnila budějovická lokomotiva 340.062 s historickými vozy a nově zde jezdící stroje řady 210.

## Současnost

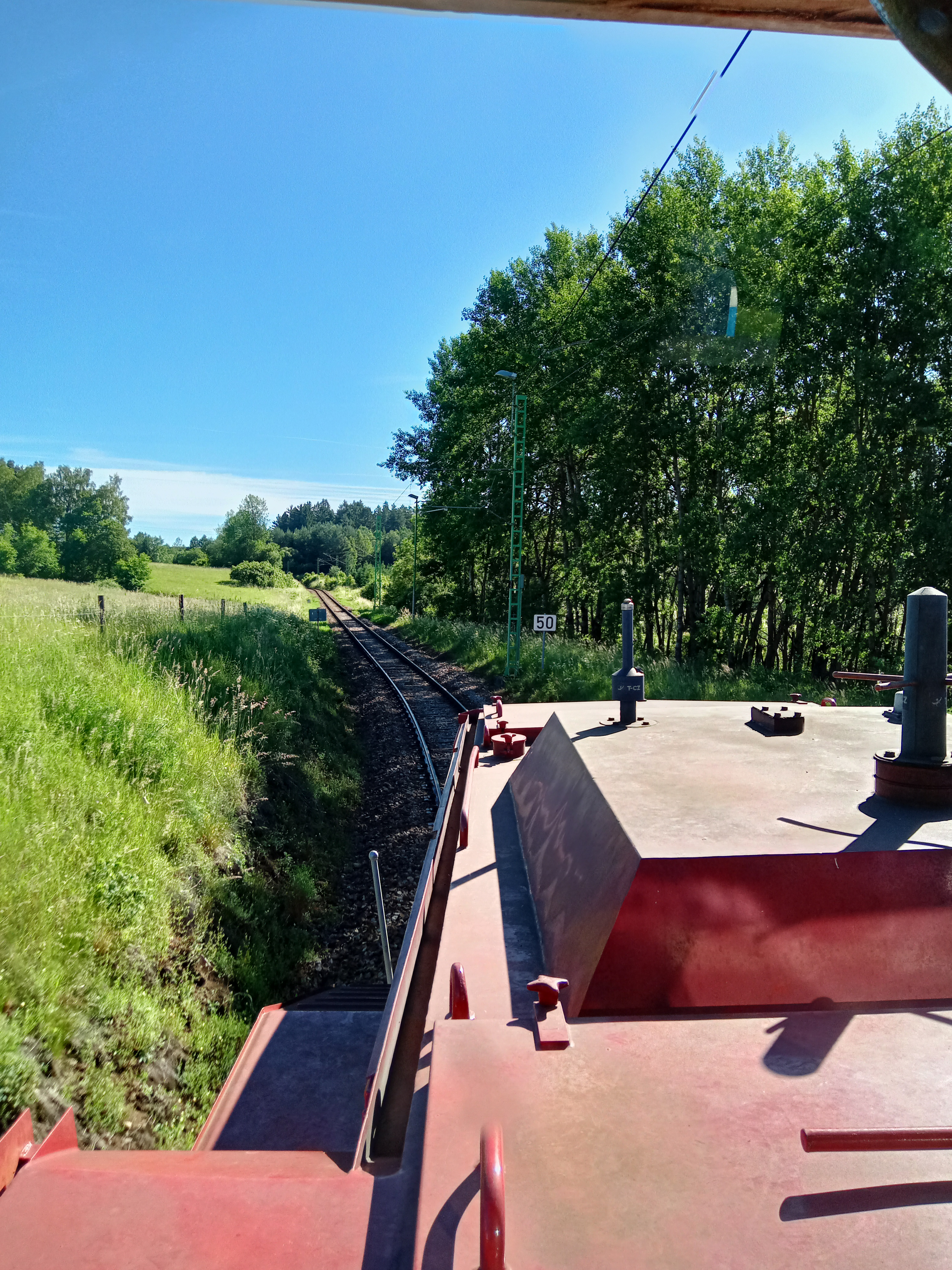
Po zastávce Jenín (zrušena 2011) zbyly na místě lampy osvětlení.

V GVD 2023/24 bylo na trati zavedeno 10 párů osobních vlaků, které jezdily v celém úseku z Rybníka až do Lipna, k tomu pak v okrajových časech 1 pár vlaků Rybník – Vyšší Brod a 1 Vyšší Brod – Lipno. V sezóně jezdí vlaků více. V Rybníku pak je možnost přípoje do Českých Budějovic nebo Lince. 
Manipulační nákladní vlaky obsluhovaly obvykle pouze dopravnu Vyšší Brod klášter, kde bylo do vozů nakládáno dřevo vytěžené v okolí; jen výjimečně zajížděly až do Loučovic. Dopravna Lipno nad Vltavou nebyla nákladními vlaky obsluhována vůbec. 

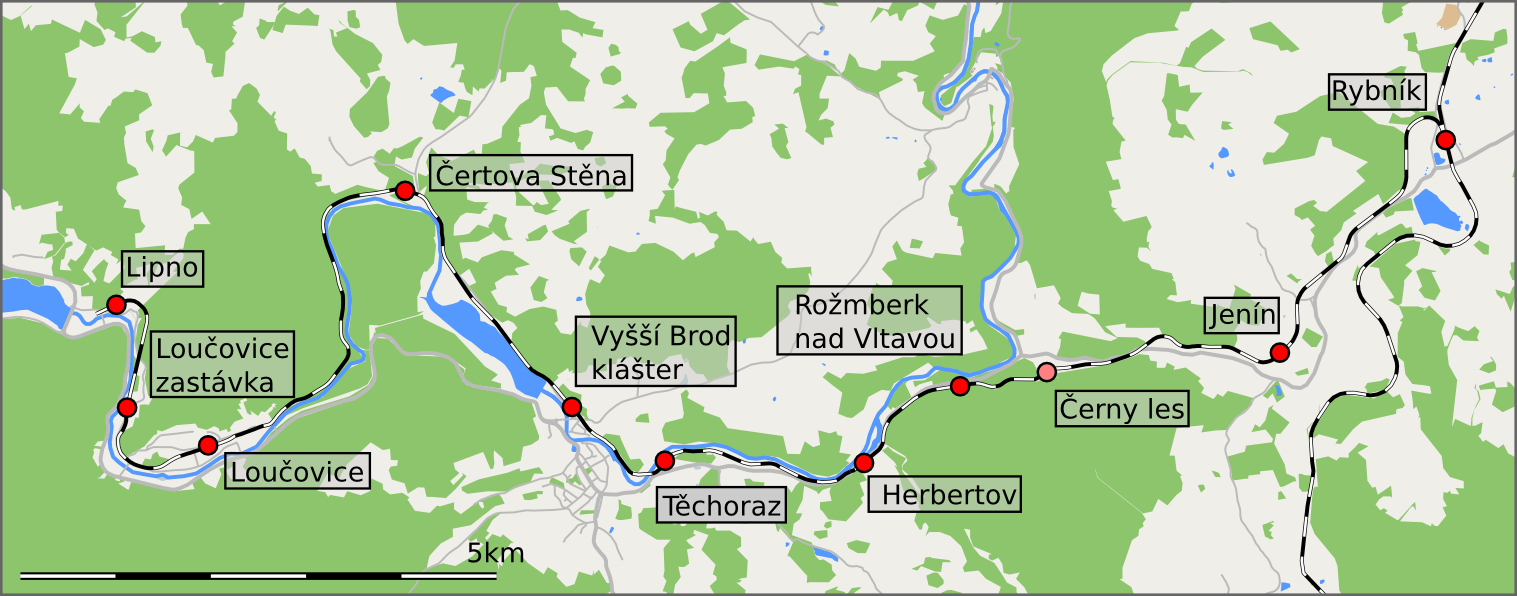
Zákres trati v mapě

Od prosince 2011 nezastavují vlaky v zastávce Jenín. Již dříve zde zastavovaly spoje vedené motorovým vozem pouze na znamení, nově kvůli nízké vytíženosti nezastavují vůbec a zastávka už ani není v knižních jízdních řádech pro cestující. Následně byla zastávka zrušena a nástupiště odstraněno. Její přesné umístění je ale stále patrné podle (dnes již nefunkčního) osvětlení zastávky, které bylo ponecháno na místě.[zdroj?]
22. října 2020 zde byly testovány elektrické jednotky 650. Regiopantery dosáhly kladného výsledku a tuto trať začaly obsluhovat od začátku června 2021 v ročním zkušebním provozu s cestujícími o víkendech. Během roku 2022 se připravoval pravidelný provoz i v pracovní dny. Stav svršku hodnotil VÚKV při testech jako velmi dobrý, rovněž průjezd ostrými oblouky (poloměr až 127 m) Regiopanter zvládl úspěšně. Následoval zkušební provoz s cestujícími, který byl ukončen na začátku září 2023, následně proběhne vyhodnocení a v případě kladného stanoviska bude zahájen pravidelný provoz. V GVD 2023/24 se na vybraných spojích skutečně objevují.

## Navazující tratě

### Rybník
- Železniční trať České Budějovice – Summerau

## Stanice a zastávky

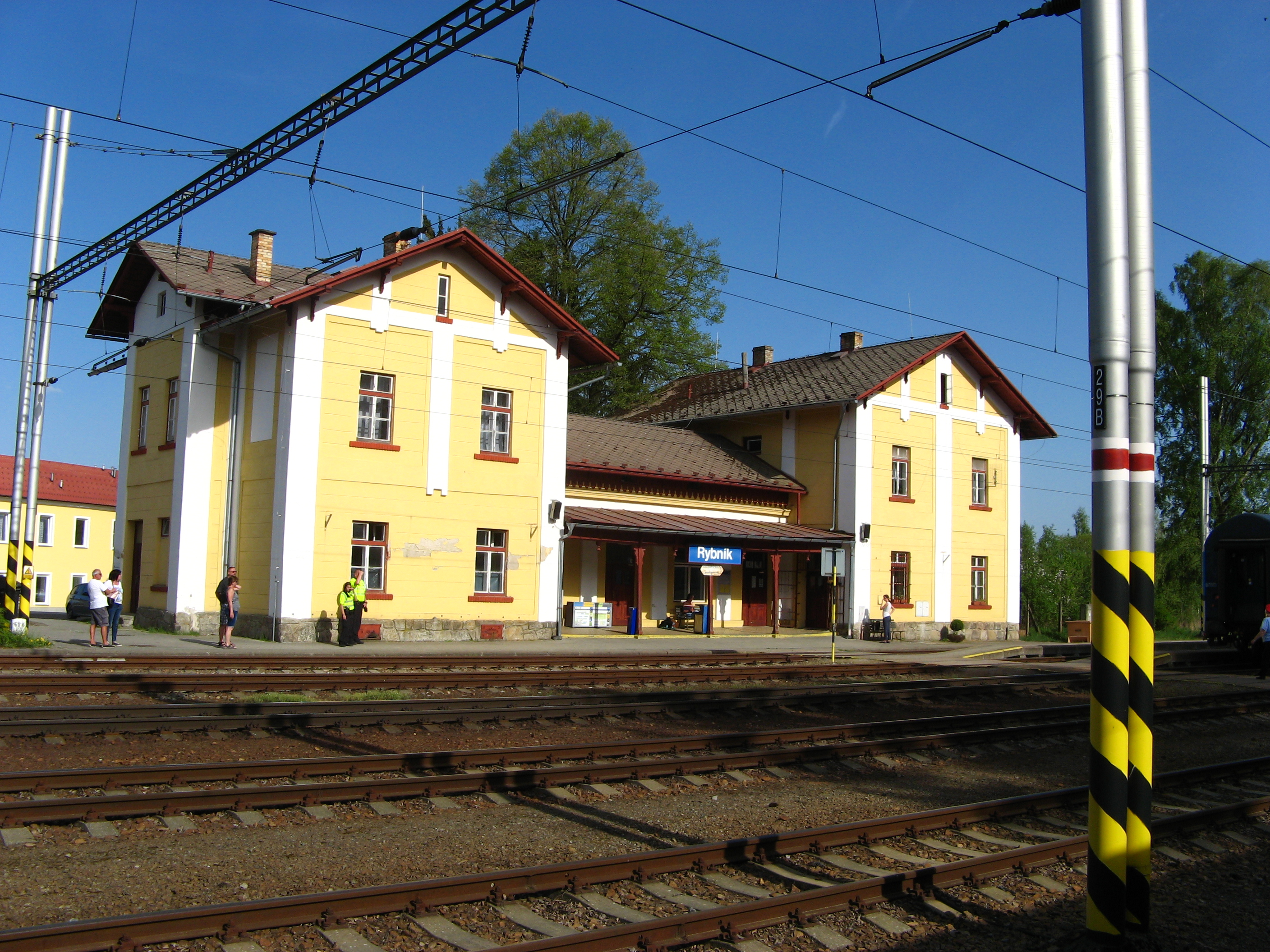
Rybník
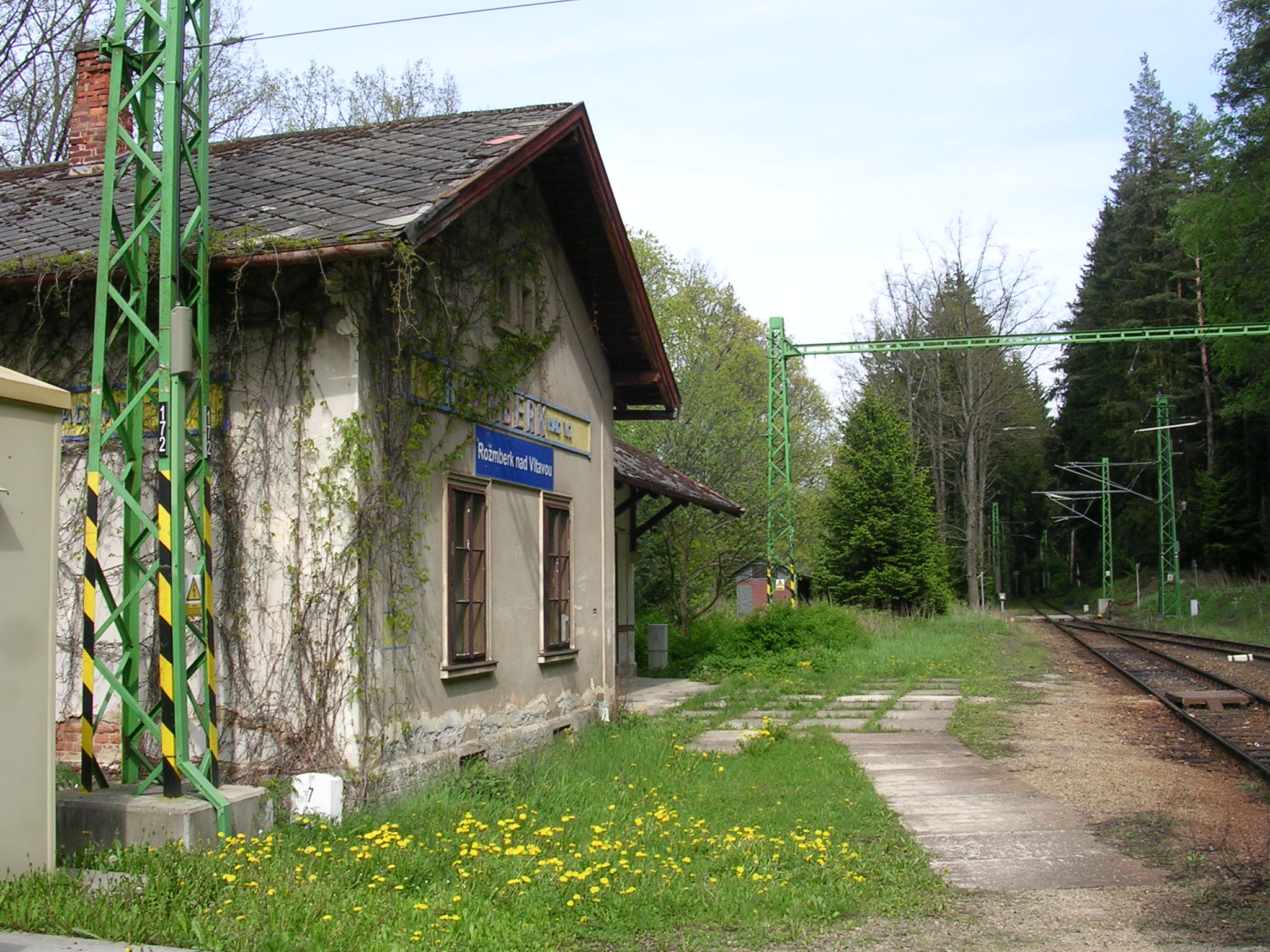
Rožmberk nad Vltavou
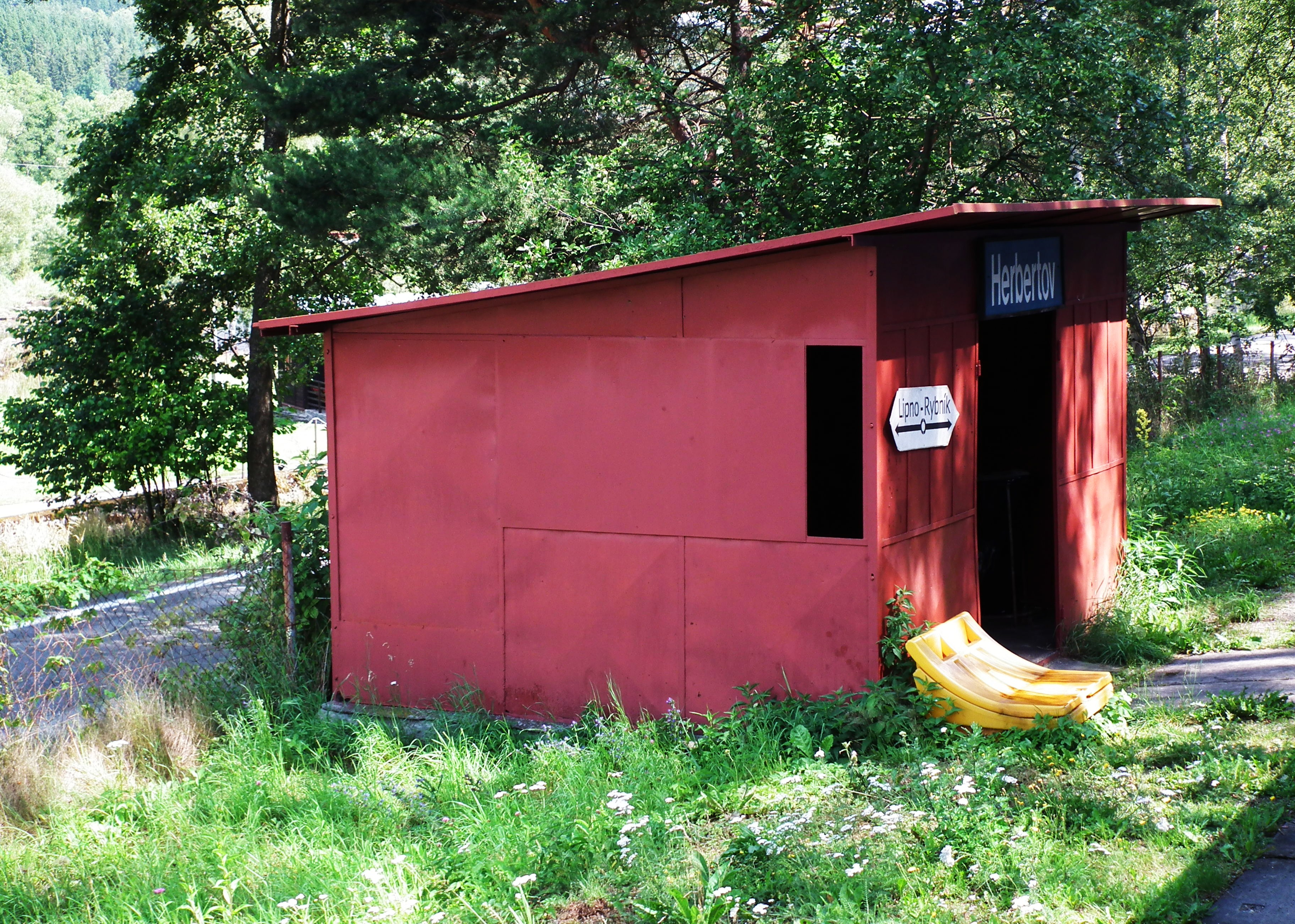
Herbertov
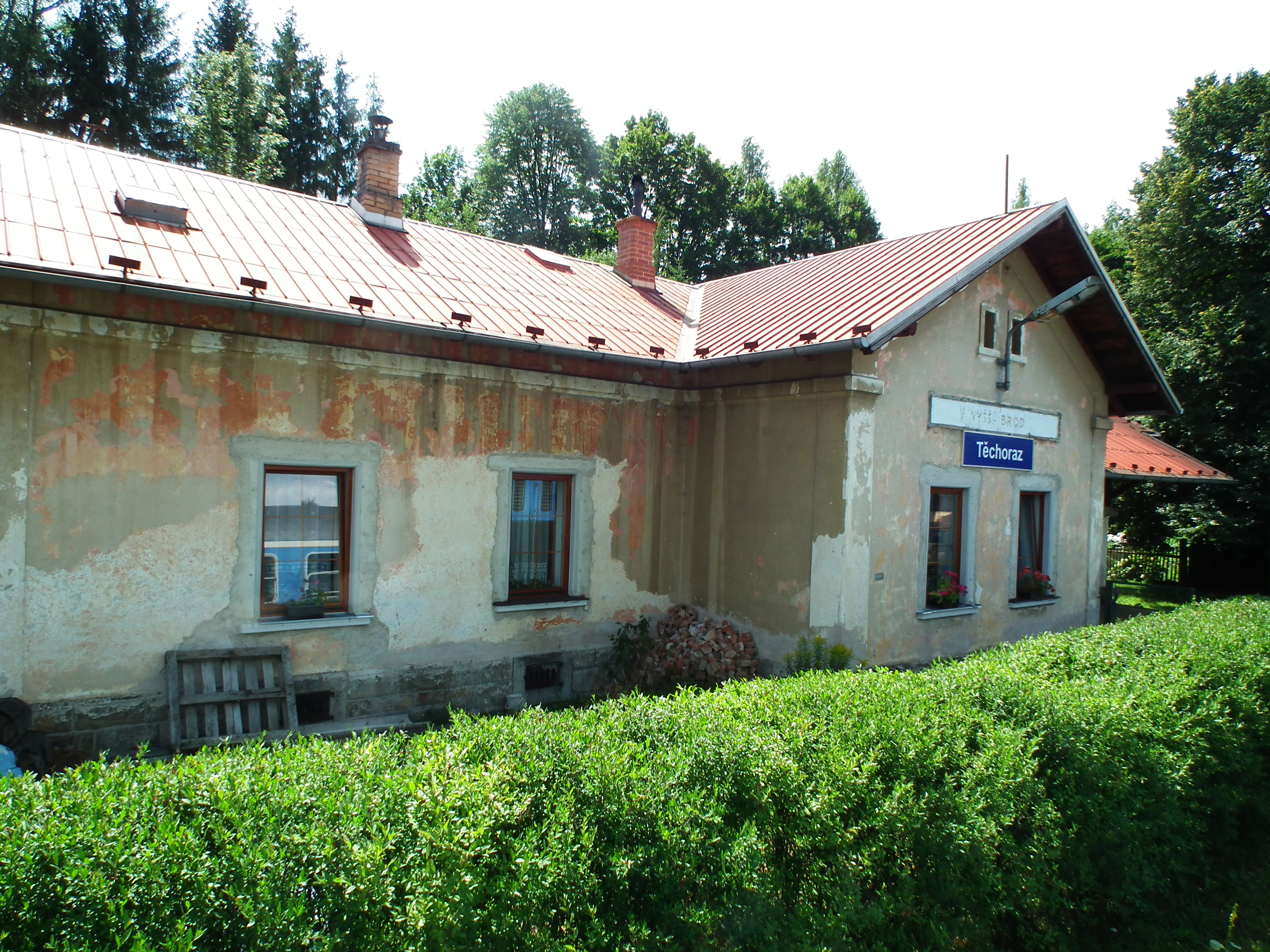
Těchoraz
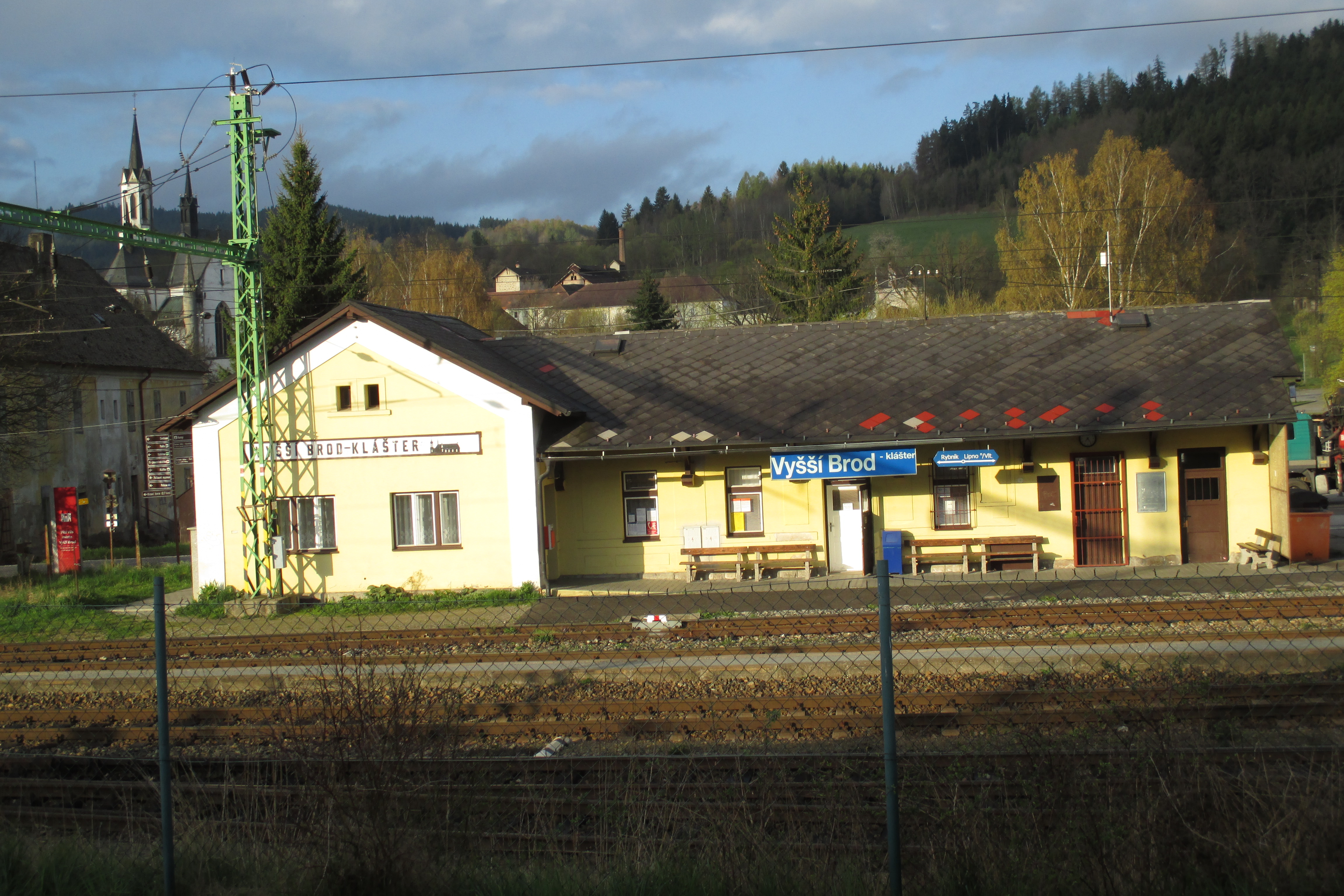
Vyšší Brod klášter
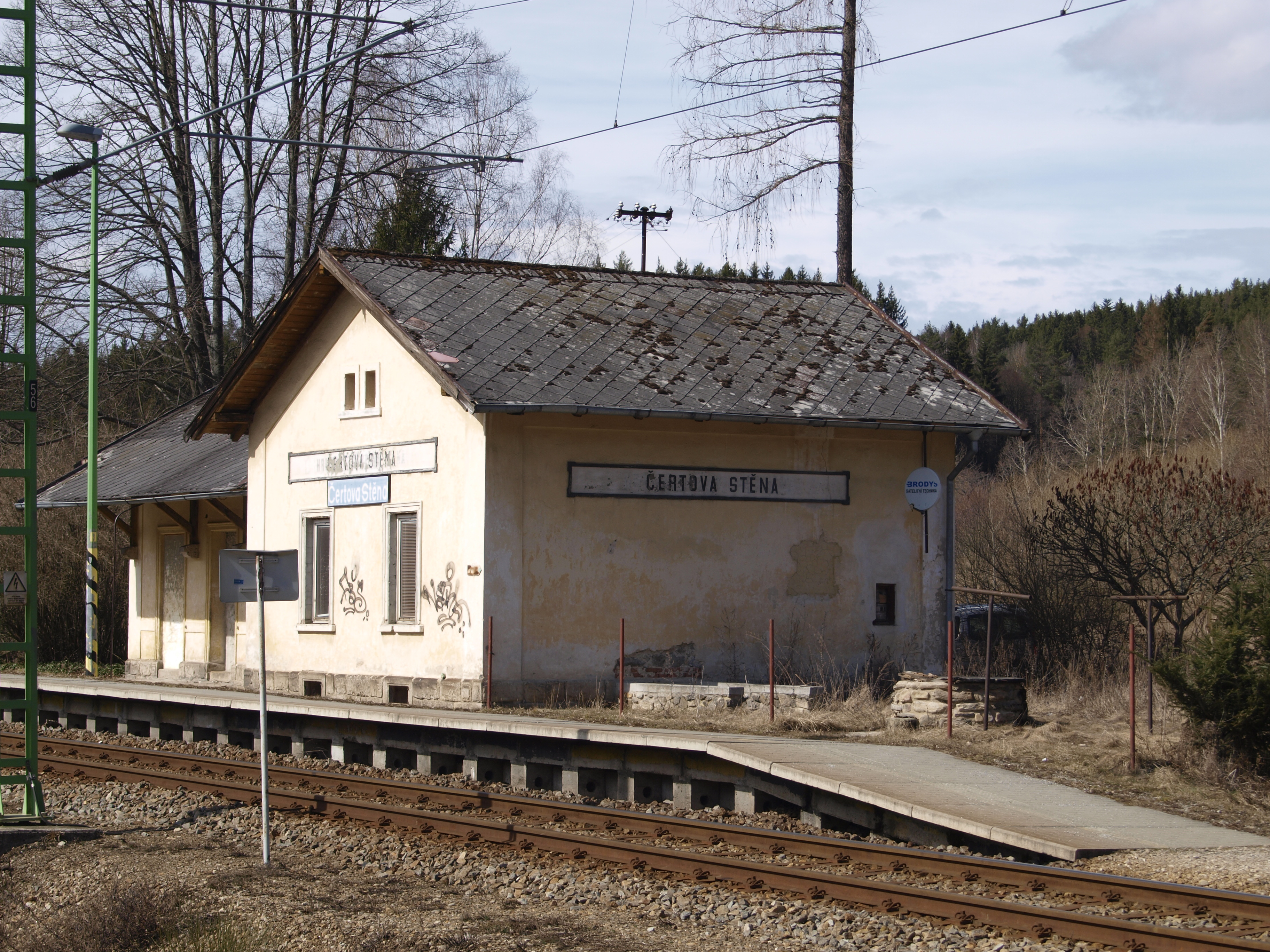
Čertova Stěna
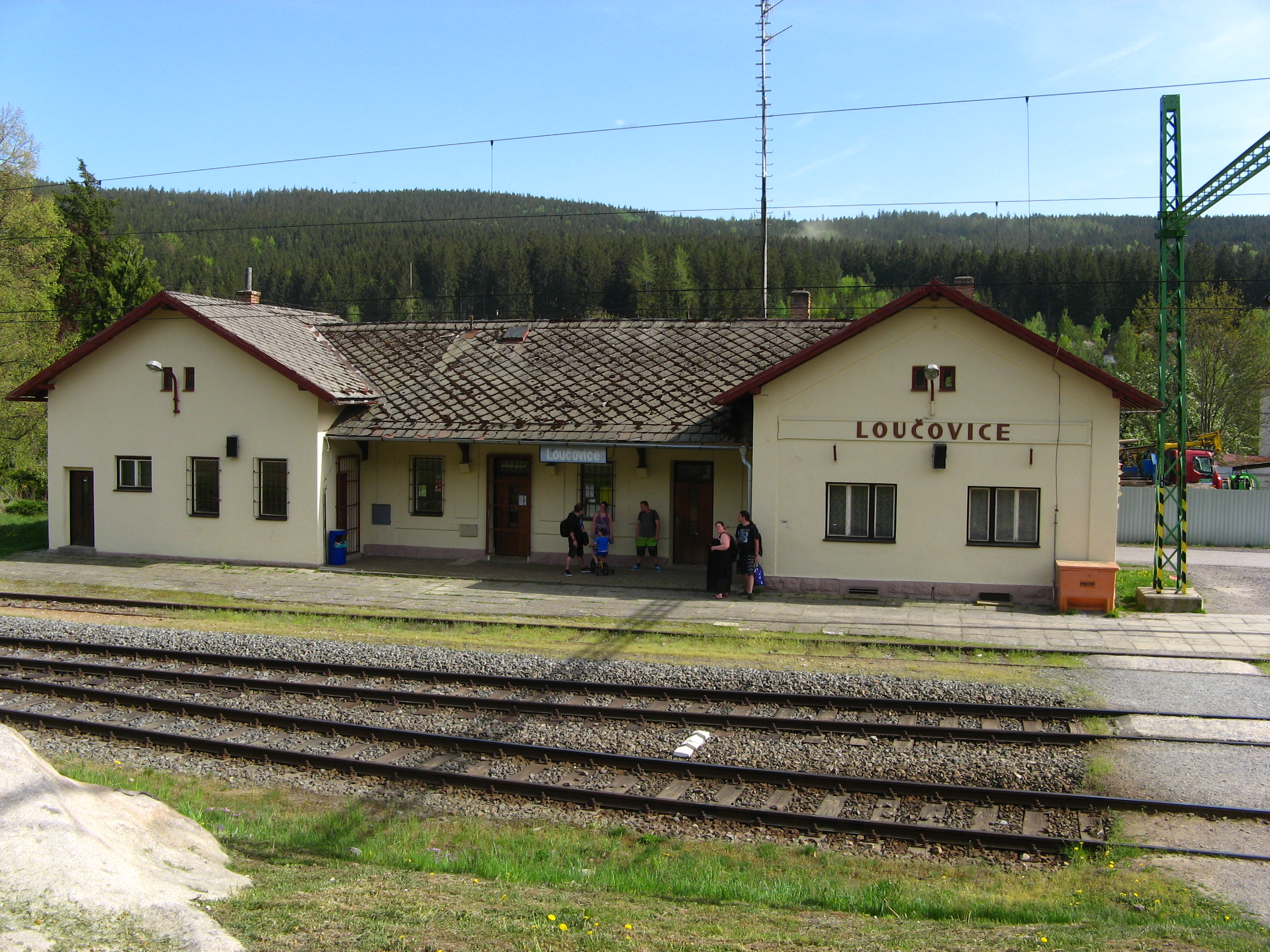
Loučovice
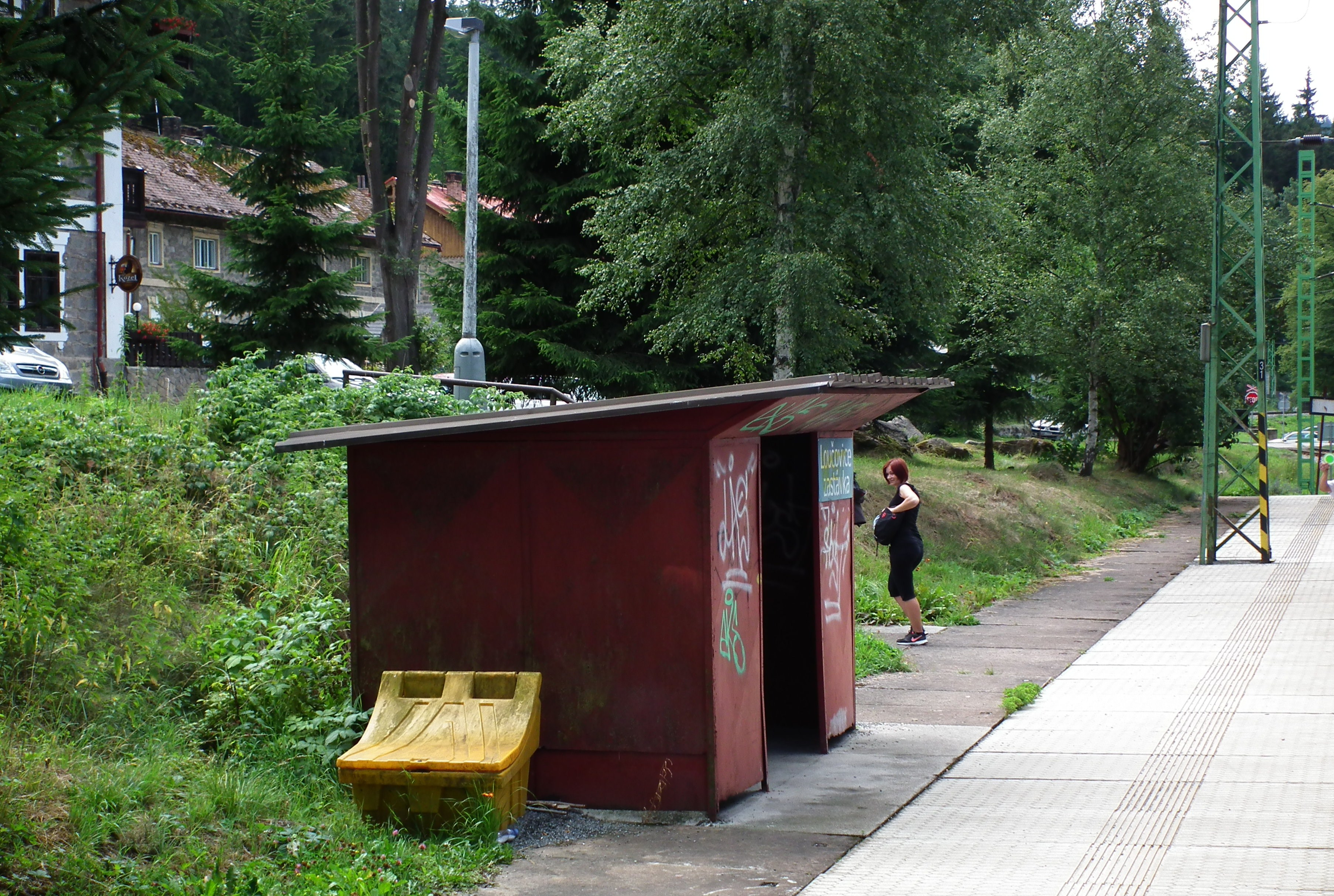
Loučovice zastávka
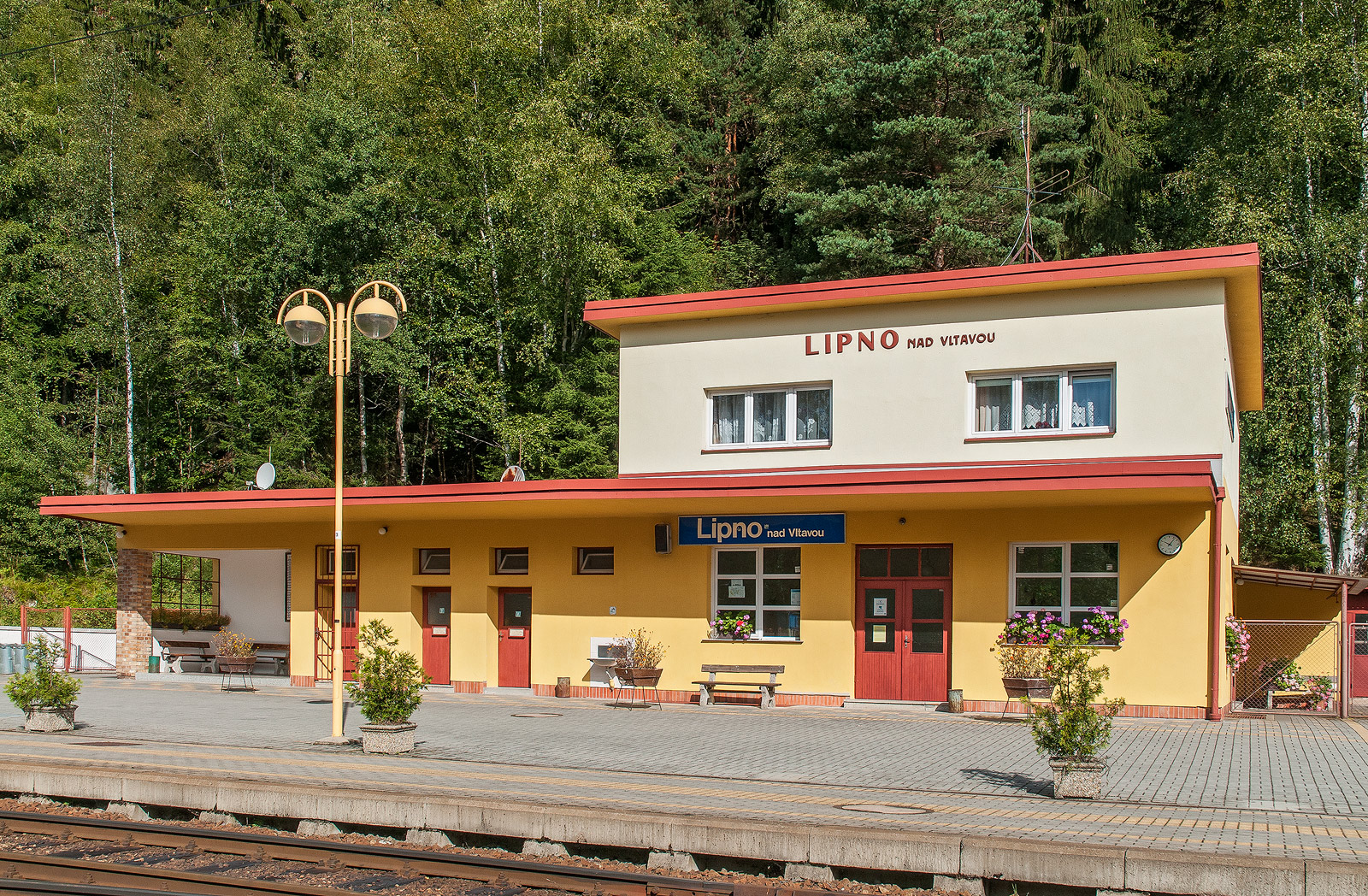
Lipno nad Vltavou